# Барак Бахар
Барак Бахар (хебр. ברק בכר; Церуфа, Израел, 21. септембар 1979) је израелски фудбалски тренер. У играчкој фудбалској каријери је наступао на позицији одбрамбеног играча.

## Успеси

### Као играч
Хакоа Макаби Рамат Ган
- Тото куп: 1998/99.

Ирони Кирјат Шмона
- Тото куп Лига Леумит: 2006/07.
- Тото куп Леумит: 2006/07.
- Тото куп Ал: 2010/11.

### Као тренер
- Куп Израела: 2014.
- Првенство Израела: 2015/16, 2016/17, 2017/18, 2020/21, 2021/22, 2022/23.
- Суперкуп Израела: 2016, 2017, 2021.
- Тото куп: 2021/22.